# Kobyla Góra (powiat otwocki)
Kobyla Góra – wzgórze, piaszczysta wydma w Dolinie Środkowej Wisły, na terenie Mazowieckiego Parku Krajobrazowego. Znajduje się na terenie Gminy Celestynów, na granicy wsi Tabor i Podbiel. Według map ma wysokość niespełna 98 m n.p.m. Obszar Kobylej Góry znajduje się na terenie obszarów: siedliskowego i ptasiego Natura 2000 Bagno Całowanie.
Na przełomie XX i XXI w. na wydmie stwierdzono występowanie 220 gatunków roślin naczyniowych. Wydmę pokrywały głównie murawy napiaskowe ze związku Koelerion glaucae, zwłaszcza zespół roślinności Sileno otitis-Festucetum, z dodatkiem łąk trzęślicowych. Wśród szczególnie rzadkich gatunków roślin stwierdzono takie jak: kosaciec syberyjski, goździk pyszny, wielosił błękitny, sasanka łąkowa, sierpik barwierski, prosienicznik plamisty czy tymotka Boehmera. Ze względu na zanik ekstensywnego użytkowania pastwiskowego i łąkarskiego murawom tym groziło wówczas zarośnięcie przez trzcinnik piaskowy i nawłoć późną, a następnie krzewy i drzewa. Ponadto istniało zagrożenie związane z wydobywaniem piasku. W związku z tym przyrodnicy postulowali utworzenie na terenie wydmy i otaczającego ją mokradła użytku ekologicznego i ochronę czynną. W planie zadań ochronnych obszaru Bagno Całowanie PLH140001 Kobyla Góra jest określana jako planowany rezerwat. Użytku ani rezerwatu nie powołano, jednak władze parku krajobrazowego w późniejszych latach organizowały ochronę czynną. Na wydmie umieszczono tablicę edukacyjną na temat wydm Bagna Całowanie (nie tylko Kobylej Góry, ale też Pękatki, na której znajduje się stanowisko archeologiczne), będącą elementem wytyczonej przez park ścieżki przyrodniczej „13 błota stóp”.
Z nazwą Kobyla Góra wiążą się opowieści, jakoby po jednym z powstań grzebano w niej zwłoki zabitych w bitwie koni.